# 犬養道子
犬養 道子（いぬかい みちこ、1921年4月20日 - 2017年7月24日）は、日本の慈善家・環境活動家・小説家。
首相を務めた犬養毅の孫にあたる。カトリック信徒。

## 来歴・人物
現在の東京都新宿区四谷に犬養健・仲子夫妻の長女として生まれる。父・健は犬養毅の嗣子で親子2代の政治家であり、母方の曾祖父が長与専斎と後藤象二郎である。母方の祖父は男爵長与称吉。従姉の娘に緒方貞子、異母妹に安藤和津がいる。

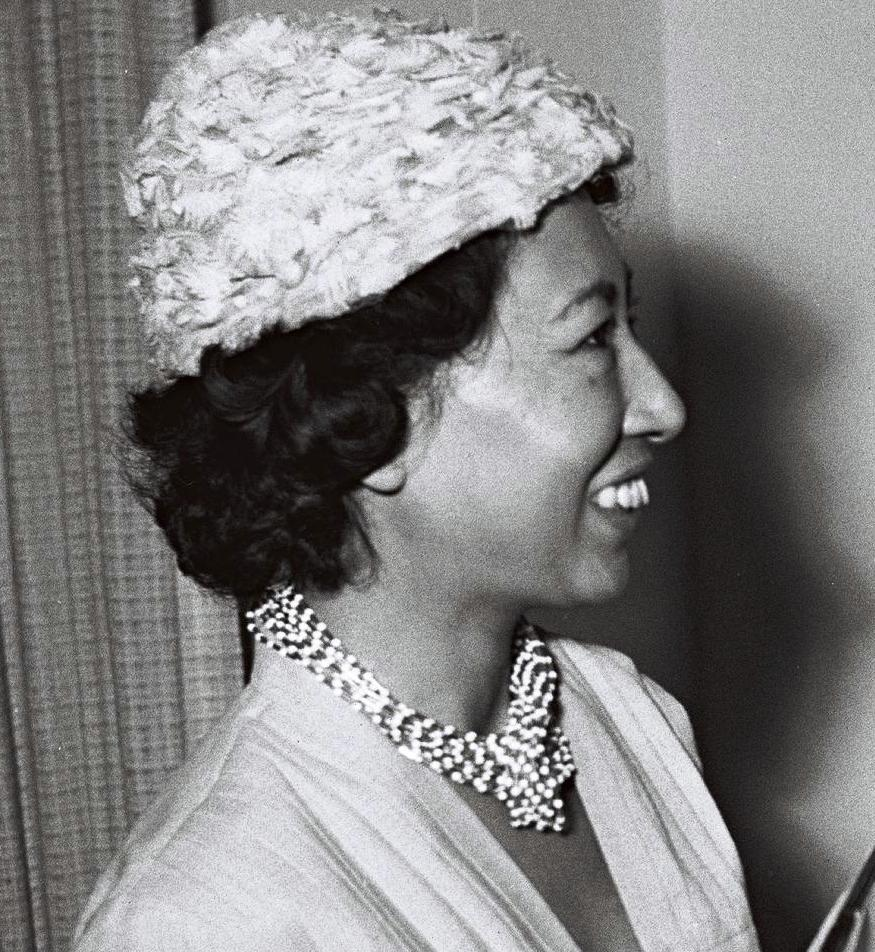
1959年

女子学習院、津田英学塾で学んだ後、アメリカ合衆国やフランスに留学。
1970年代以降ヨーロッパに在住し、環境破壊抑止を目指した「みどり一本」運動を提唱したり、1979年から世界の飢餓、難民問題に深くかかわった。また欧州滞在中は、ジュネーヴ空港に近いフランスの街フェルネ＝ヴォルテールに住み、ライフワークの聖書研究のかたわら、難民支援活動を積極的に展開した。
1990年代後半、日本国内での活動強化のため、帰国した。麗澤大学など多数の大学で教壇にたち、講演も多くこなしていた。麗澤大学名誉博士、麗澤幼稚園名誉園長。
著書には『聖書を旅する』（全10巻）などがある。2006年に婦人之友社から刊行された『こころの座標軸』は、80歳代の犬養から若者たちへ語りかける情熱あふれる内容で注目される。「犬養道子基金」はイエズス会の難民支援組織「JRS」と連携しながら、息の長い難民支援事業をインドシナ、アフリカ、ボスニア、クロアチア、中東などの世界各地で展開した。

## 略歴
- 1948年：渡米。その後ボストン、パリで哲学、聖書学を学ぶ。
- 1952年：ネーデルランド放送局客員。
- 1957年：帰国しNHKのニュース解説員となる。
- 1959年：『婦人公論』誌の特派員として渡欧。
- 1964年：ハーバード大学ラドクリフ研究室の研究員となる。
- 1986年：犬養基金を設立。
- 2017年7月24日：老衰のため死去。96歳没[1][3]。

## 著書
- 『お嬢さん放浪記』文藝春秋新社 のち中公文庫・角川文庫（1958年）
- 『世界のトップ・レディ』中央公論社 1960年
- 『あなたは間違っている』新潮社 1962年
- 『暮しの中の日本探検』中央公論社 1963年
- 『女が外に出るとき 暮しの設計』中央公論社 1964年 のち文庫
- 『犬養道子随想集 初めに終りを思う』河出書房新社 1964年
- 『私のアメリカ』新潮社 1966年
- 『聖書物語』寺島竜一絵 少年少女世界の文学 河出書房 1967年
- 『マーチン街日記』河出書房 1967年 のち中公文庫
- 『旧約聖書物語』新潮社 1969年
- 『花々と星々と』中央公論社 1970年 のち文庫
- 『私のヨーロッパ』新潮選書 1972年
- 『ラインの河辺 ドイツ便り』中央公論社 1973年 のち文庫
- 『西欧の顔を求めて』文藝春秋 1974年 のち文庫
- 『男対女』中央公論社 1975年 のち文庫
- 『セーヌ左岸で パリ便り』中央公論社 1975年 のち文庫
- 『新約聖書物語』新潮社 1976年 のち文庫
- 『ある歴史の娘 花々と星々と 第2部』中央公論社 1977年 のち文庫
- 『今日は明日の前の日』中央公論社 1977年 のち文庫
- 『アメリカン・アメリカ』文藝春秋 1978年
- 『幸福のリアリズム』中央公論社 1980年 のち文庫
- 『聖書の天地』新潮社 1981年
- 『フリブール日記』中央公論社 1981年 「フリブール日記 世界の痛苦を見つめる」文庫
- 『私のスイス』中央公論社 1982年 のち文庫
- 『アウトサイダーからの手紙』中央公論社 1983年 のち文庫
- 『人間の大地』中央公論社 1983年 のち文庫 - アフリカの飢餓などを描いたもので、この印税などを元に難民の子どもの教育などを支援する基金を発足[1]。
- 『生ける石・信徒神学』南窓社 1984年
- 『聖書のことば』新潮社 1986年
- 『難民・終りなき苦悩 共存の未来へ グラフィック・レポート』小林正典写真 岩波書店 1986年
- 『日本人が外に出るとき』中央公論社 1986年 のち文庫
- 『飢餓と難民 援助とは何か』岩波ブックレット 1988年
- 『国境線上で考える』岩波書店 1988年
- 『渇く大地 人間の大地第2部』中央公論社 1989年
- 『個人と国と国際と』岩波ブックレット 1990年
- 『和解への人 教皇ヨハネ二十三世小伝』岩波ブックレット 1990年
- 『女性への十七の手紙』中央公論社 1991年 のち文庫
- 『ヨーロッパの心』岩波新書 1991年
- 『世界の現場から』中央公論社 1993年
- 『天と地とのシンフォニイ』新潮社 1993年
- 『聖書を旅する』全10巻[1] 中央公論社 1995年 - 2003年[1]
- 『一億の地雷ひとりの私』岩波書店 1996年
- 『犬養道子自選集』全7巻 岩波書店 1998年
- 『あなたに今できること 犬養道子、若き女性に語る』中央公論新社 2001年
- 『未来からの過去』岩波書店 2001年
- 『本 起源と役割をさぐる』岩波ジュニア新書 2004年
- 『こころの座標軸』婦人之友社 2006年
- 『歴史随想パッチワーク』中央公論新社 2008年

### 共著
- 『カンヴァス日本の名画 21 岸田劉生』富山秀男共著 中央公論社 1984年
- 『ひとはどう生き、どう死ぬのか』日野原重明共著 岩波書店 1997年

### 翻訳
- ピエール・シヤルル『聖霊の小径』エンデルレ書店 1948年
- レオン・ユリス『エクソダス 栄光への脱出』河出書房新社 1961年

## 犬養道子を演じた女優
- 斎藤こず恵（花々と星々と、1978年）